# Гіауре
Гіауре (нід. Hiaure) — село в нідерландській провінції Фрисландія. Входить до муніципалітету Північно-Східна Фрисландія.
Його площа становить 2,47 км², а населення станом на 2021 рік складало 70 осіб.
Перша згадка про населений пункт датується 1230 роком.